# Andrea Koevska
Andrea Koevska (em macedónio: Андреа Коевска; Skopje, Macedónia do Norte, 14 de fevereiro de 2000) também conhecida apenas por Andrea é uma cantora macedónia, que irá representar a Macedónia do Norte no Festival Eurovisão da Canção 2022.

## Discografia

### Singles
- 2020 – I Know
- 2020 – I Don't Know Your Name
- 2021 – Talk to Me
- 2021 – Bettin' on You
- 2021 – Choose My Way
- 2022 – Circles